# Both György

A bajnai Both család címere

Bajnai Both György (1508. április 24. – 1553 előtt), Zala vármegye adószedője, hadvezér, jómódú zalai és somogyi földbirtokos.

## Élete
Az előkelő zalai nemesi származású bajnai Both családnak a sarja. Apja bajnai Both Ferenc (fl. 1452-†1520), szlavóniai adószedő, hadvezér, földbirtokos, anyja németújvári Batthyány Ágnes (fl. 1508–1526) volt. Az apai nagyszülei bajnai Both János (fl. 1481–1493), Dalmát Horvát és Tótország bánja 1493-ban, Illíria kormányzója, hadvezér, földbirtokos és eszéni és polyánkai Csapy Apolónia (fl. 1492–1500) voltak. Az anyai nagyszülei németújvári Batthyány Boldizsár (fl. 1452-†1520), Magyarország alországbírája, földbirtokos és Grebeni Hermanfi László alnádornak a lánya Grebeni Ilona (fl. 1480–1505) voltak. Az apai nagybátyja ifjabb bajnai Both János (fl. 1492–1521), nándorfehérvári kapitány, földbirtokos. Az anyai nagybátyjai Batthyány II. Boldizsár, királyi kamarás, földbirtokos, és Batthyány Ferenc (1497–1566) horvát bán voltak.

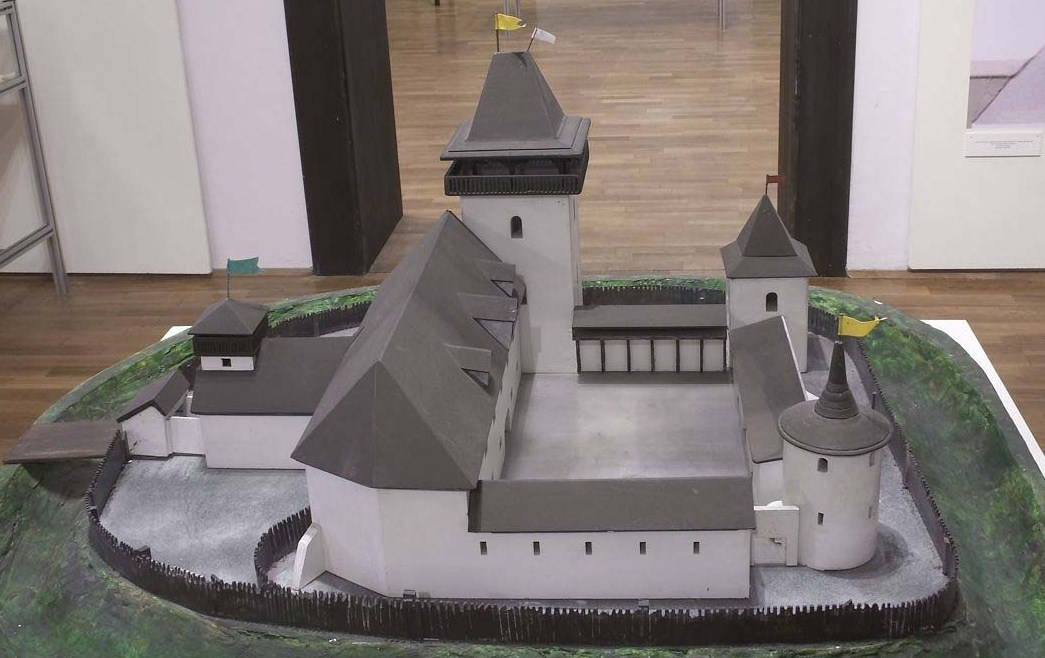
A mára elpusztult Nagykanizsa melletti Botszentgyörgy várának a makettje.

1542-ben Zala vármegye adószedője volt. A saját nagybátyjának, Batthyány Ferenc horvát bánnak a hűséges familiárisa volt, és többször vett részt a török elleni harcokban. Bajnai Both György 1549-re a 10 legmódosabb zalai földbirtokos között szerepelt az összeírásokon: 17 helységet, és azon belül 104 portát birtokolt. A Nagykanizsa melletti mára elpusztult Botszentgyöngy várnak az tulajdonosa is volt, amiért pereskedett másodfokú unokatestvérével, bajnai Both Imre fia, István fia, Jánossal; 1538-ban osztályoslevél készült a két fél között, amelyben osztozkodtak a várkastélyon. A botszentgyörgyi birtok Csapy Apollónia hozományaként került a Both család kezébe, ahol a várat 1480-ban kezdték építeni; négytornyú, emeletes épület készült el, ahol a kapu fölött elhelyezett címer hirdette, hogy ki itt a birtokos. Az építményt fazsindely fedte, a díszes nagyterem a keleti szárnyon kapott helyet. A mesterek a földszintet a gótika, az emeletet a reneszánsz stílus szabályai szerint építették, az udvart pedig téglával borították.
Both György halála után a két lányára adományozta az uralkodó a botszentgyörgyi várat, valamint a néhai úr összes birtokát 1573-ban, mivel fivérük, Both Gáspár már nem élt akkoriban.

## Házassága és leszármazottjai

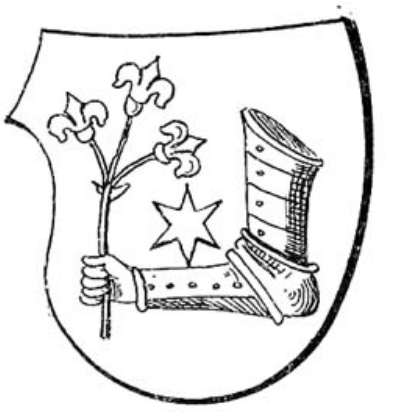
A Háshágyi család címere

Both György feleségül vette a jómódú zalai nemesi származású háshágyi Háshágyi Borbála (fl. 1561) kisasszonyt, akinek a szülei háshágyi Háshágyi Dénes (fl. 1483–1536), a nagykanizsai vár várnagya, Zala vármegyei birtokos, aki 1527-ben Zala vármegye országgyűlési követe, és kányaföldi Kerecheny Katalin (fl. 1538–1545) voltak. Az apai nagyapja Háshágyi Mihály (fl. 1440–1482), Zala vármegye alispánja 1464 és 1465 között, királyi ember, földbirtokos volt. Az anyai nagyszülei kányaföldi Kerecheny György (fl. 1491–1510), Zala vármegye követe, esztergomi érseki kincstárnok, földbirtokos és laki Kaczor Zsuzsanna (fl. 1519–1536) voltak; Kerecheny Györgyné laki Kaczor Zsuzsannának a szülei laki Kaczor György (fl. 1436–1496), Zala vármegye alispánja, földbirtokos és szenterzsébeti Terjék Erzsébet (fl. 1453) voltak. A menyasszonynak a fivére Háshágyi Imre (fl. 1536–1577), Zala vármegye alispánja, földbirtokos. Az anyja révén az elsőfokú unokatestvére báró kányaföldi Kerecheny László (fl. 1559–1566), Somogy, majd Békés vármegye főispánja, Szigetvár és Gyula várának kapitánya volt. Bajnai Both György halála után özvegye, Háshágyi Borbála férjhez ment a szenterzsébeti Terjék családnak a sarjához, szenterzsébeti Terjék Pál (fl. 1561) zalai földbirtokoshoz. Both György és Háshágyi Borbála frigyéből született:
- bajnai Both Margit (fl. 1561–1573). Férje: pakosi Paksy Jób (fl. 1549-1588), Tokaj királyi várának kapitánya, földbirtokos, huszártiszt volt. 1552-ben védte az egri várat az ostrom alatt.
- bajnai Both Gáspár (fl. 1560–1566), botszentgyörgyi várnagy, földbirtokos.
- bajnai Both Erzsébet (fl. 1560–1573). 1.f.: Karnicsaczy Horváth Márk, Szigetvár várkapitánya, végvári vitéz, földbirtokos. 2.f.: báró Istvánffy Miklós (1558–1615) alnádor, földbirtokos.[7]